# Churrería

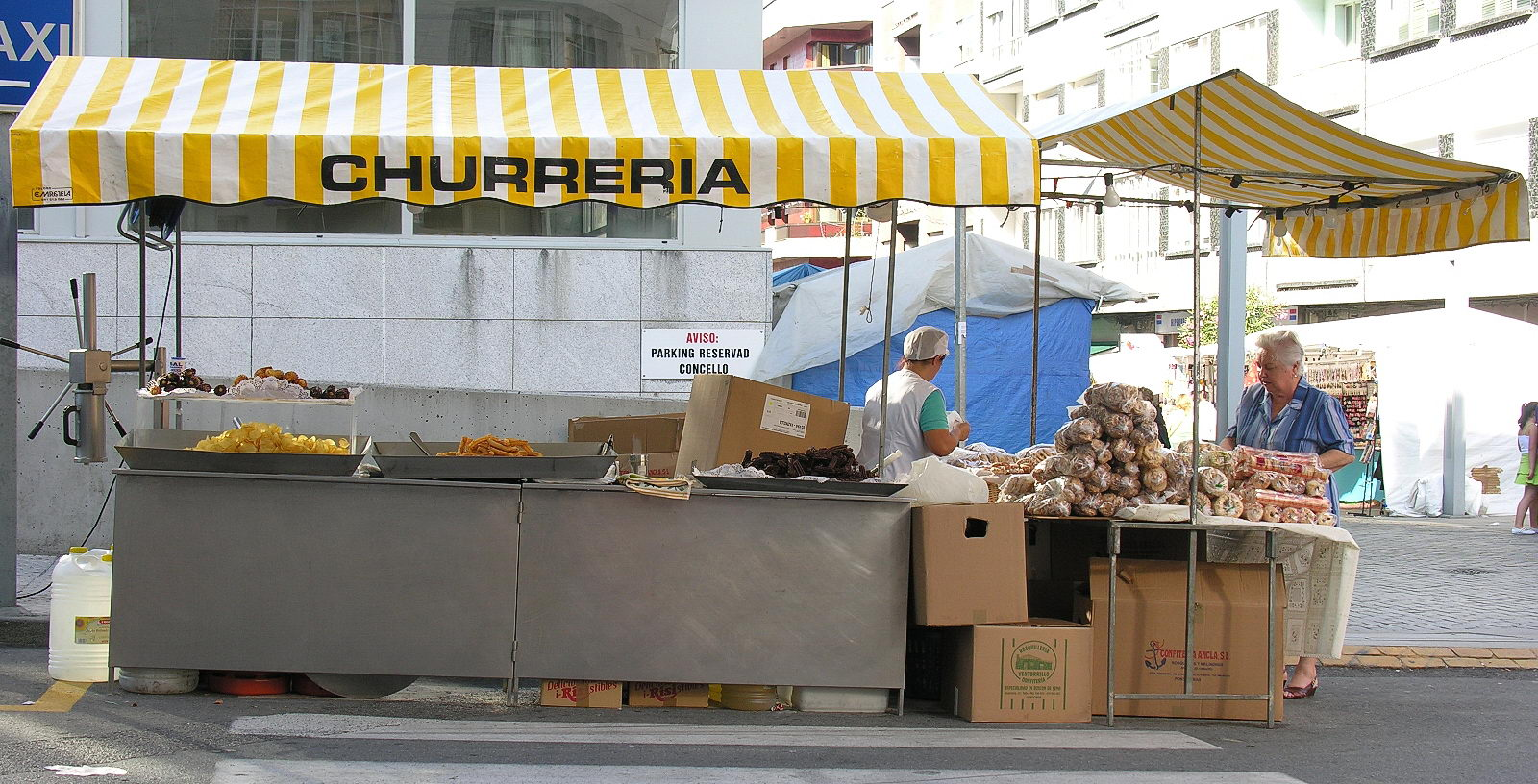
Una churrería, en formato de puesto callejero no rodante.

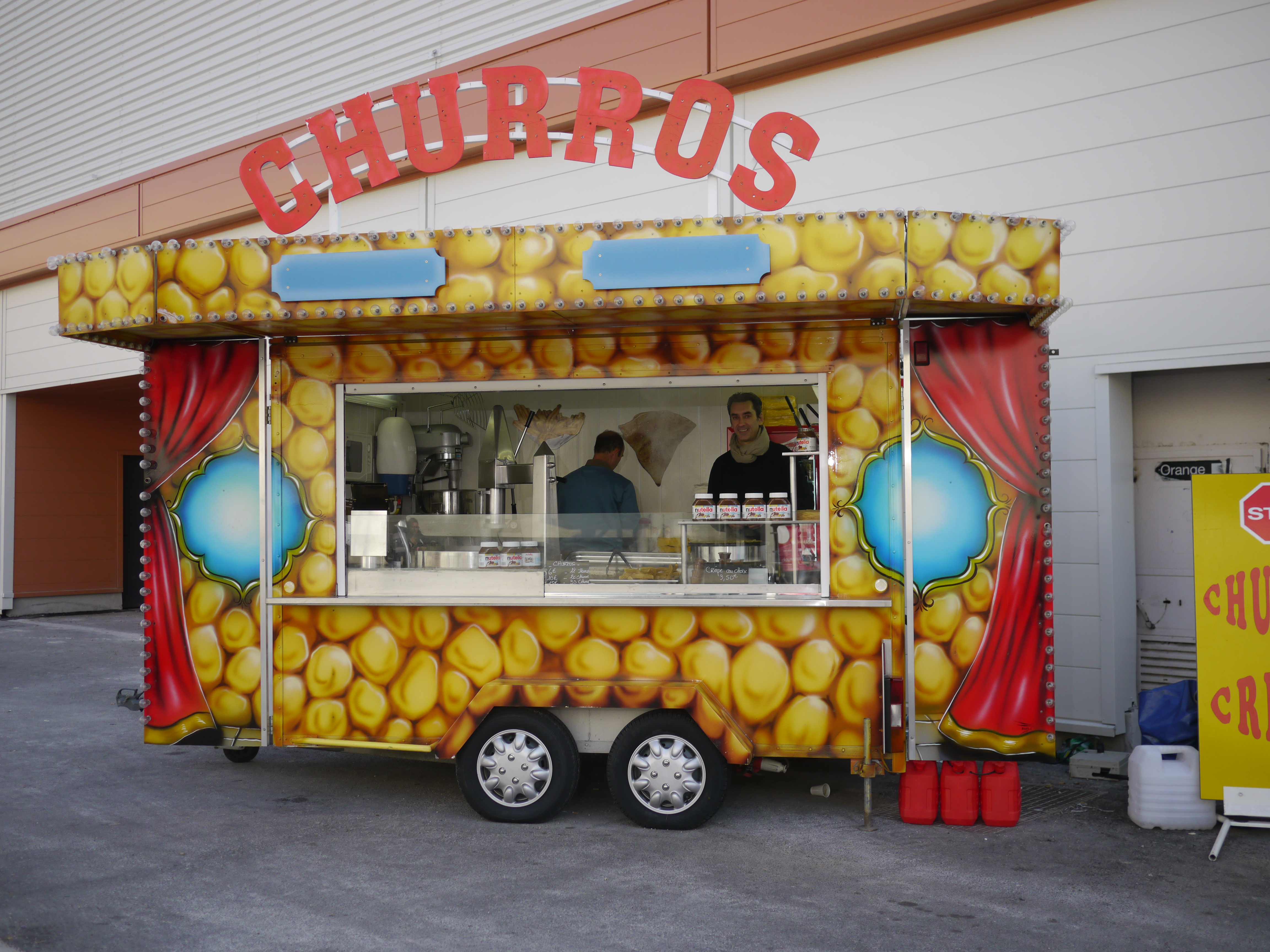
Churrería rodante.

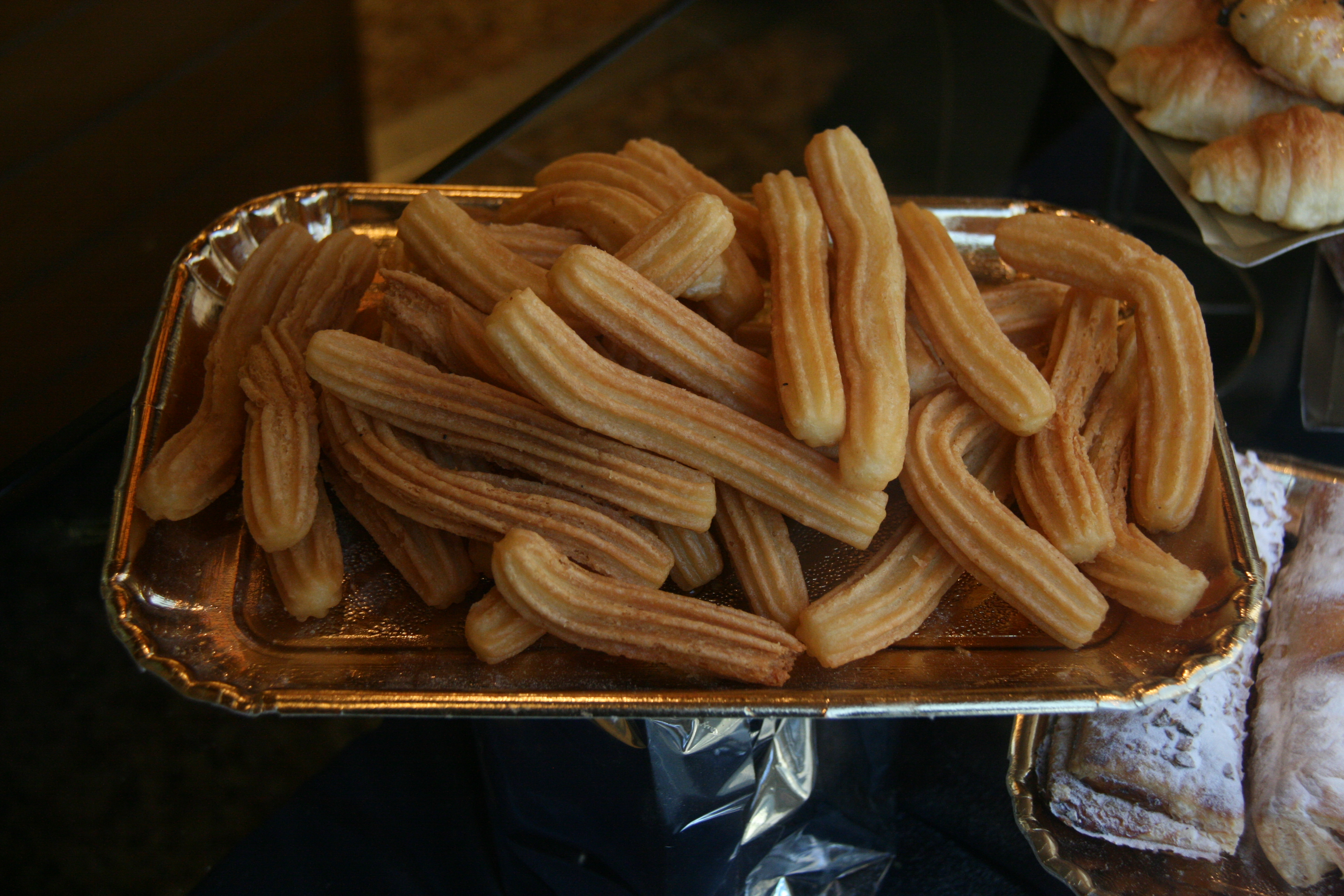
Churros de papas (En Madrid denominados "chiribiquis") en una bandeja.

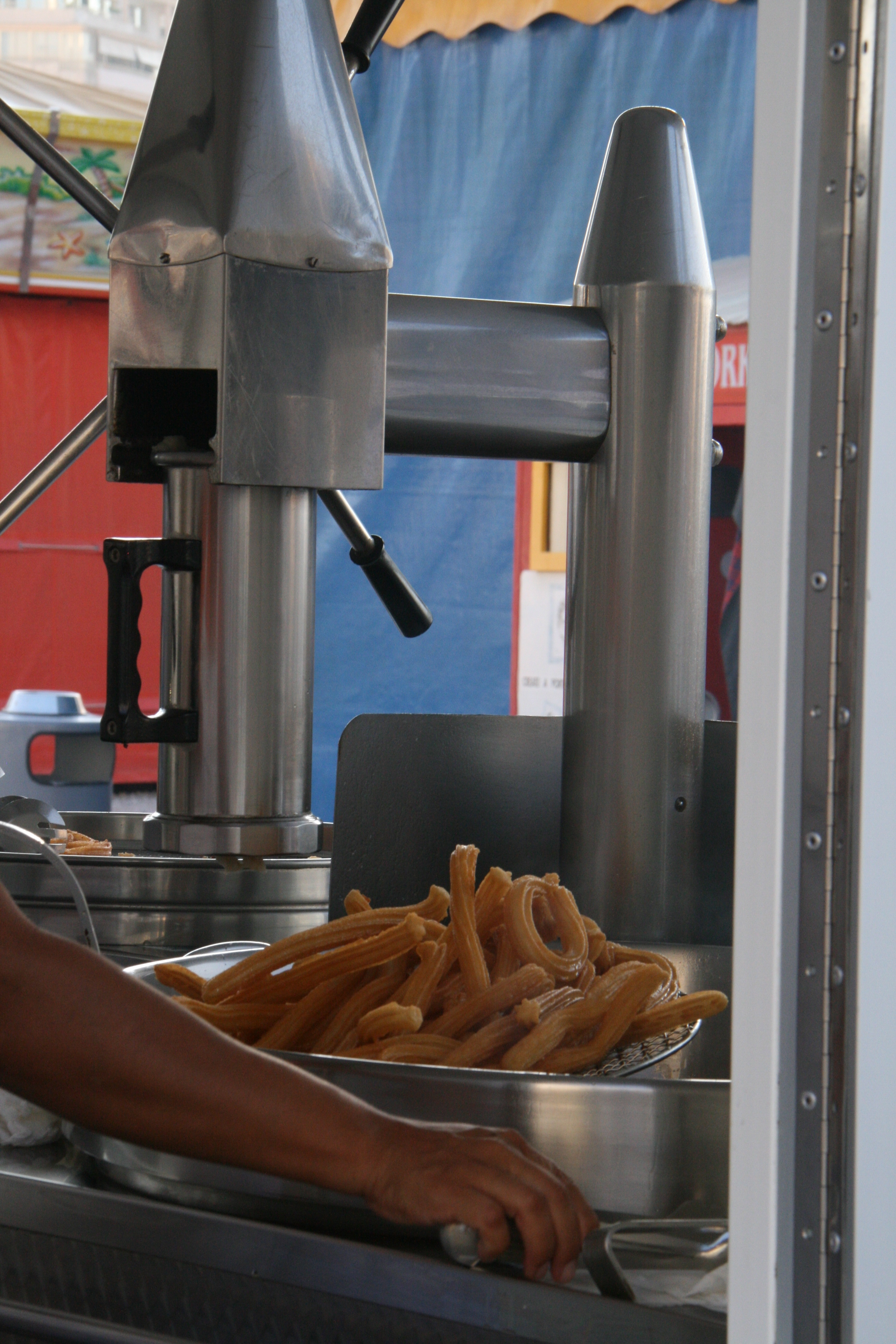
Extrusionadora (o expulsora) churrera.

Una churrería o porrería es un establecimiento en el que se elaboran y se comercializan churros y porras, de forma artesanal, así como en chocolate a la taza. En algunas ocasiones se suelen ofrecer como alternativa en este establecimiento otros dulces de sartén, como buñuelos, e incluso patatas fritas y palomitas de maíz, y otras bebidas calientes como el café con leche. Este tipo de establecimiento suele ser un local de reducido tamaño, aunque también puede ser un puesto callejero o rodante, ubicado por regla general en sitios de paso de gran circulación: mercados, estaciones, ferias, etc. Se combinan tanto las tradicionales empresas familiares, como las franquicias.

## Historia
La primera referencia escrita en España acerca de la profesión de "churrero" data del año 1621, cuando durante el periodo inicial del reinado de Felipe IV un súbdito de la Villa de Madrid nombrado como: Pedro Velasco, del gremio de los alojeros, solicita un aumento de precios en los productos que fabrica. Cabe la posibilidad de que el oficio existiera antes. Otros documentos escritos solicitando aumento de precios datan del 1775. En estos documentos siempre aparece el gremio de "buñoleros" junto con el de "alojeros" (vendedores de aloja). Es en el siglo XIX cuando aparecen las churrerías como establecimientos. Aparece por primera vez en 1887 el término "Fábrica de churros".

## El Establecimiento
El establecimiento, en el caso de ser un local, suele tener un mostrador al público que tradicionalmente se ha elaborado de mármol. Sobre este mostrador se suele producir la venta, pero además se produce el cortado de porras, el ensartado de churros, etc. Debido a que los churros son un producto de difícil conservación, se procuran comercializar en el acto. Además de churros, en las churrerías se venden también otros alimentos fritos como porras o patatas fritas. Las churrerías fueron muy populares en el pasado y siguen siéndolo, como demuestra el hecho de que sólo en la ciudad de Madrid existan 170 establecimientos dedicados en exclusiva a elaboración artesanal de churros. 

### Local
No es necesario contar con mucho espacio para montar una churrería. Cincuenta metros cuadrados de superficie e, incluso, menos son suficientes para instalar la maquinaria necesaria. Es más, muchas de ellas, se montan sobre carros que pueden trasladarse e instalarse en determinadas fechas y eventos de ocio como ferias, verbenas, circos, etc. En este caso, los churros se sirven a los viandantes en cucuruchos de papel rebozados en abundante azúcar. Suelen tener un pequeño almacén en el que se incluye ingredientes en bidones como aceite de girasol, de soja y de oliva. En el almacén se suele incluir también harina de trigo en sacos de medio centenar de kilos.

### Maquinaria
La maquinaria con que cuentan las churrerías es la necesaria para la fabricación de churros, consistiendo fundamentalmente en:
- una amasadora para formar la masa;
- una refinadora para dar a la masa la textura necesaria;
- una churrera manual o automática para dar forma y crear el churro (denominada a veces como churrera de hombro). Se trata de una aparato en el que se introduce la masa por un extremo, extrayéndose el churro por el otro por la aplicación de presión.
- una freidora eléctrica de gran tamaño en forma de barreño.

Otros utensilios utilizados son:
- espumaderas o cestillos para extraer los churros de la freidora;
- escurridores, para eliminar el aceite de los churros;
- Palos de rodar, son dos palos de medio metro aproximadamente que se emplean cruzados para sacar la espiral de las porras, suelen estar elaborados de madera de avellano.

## Actividad económica

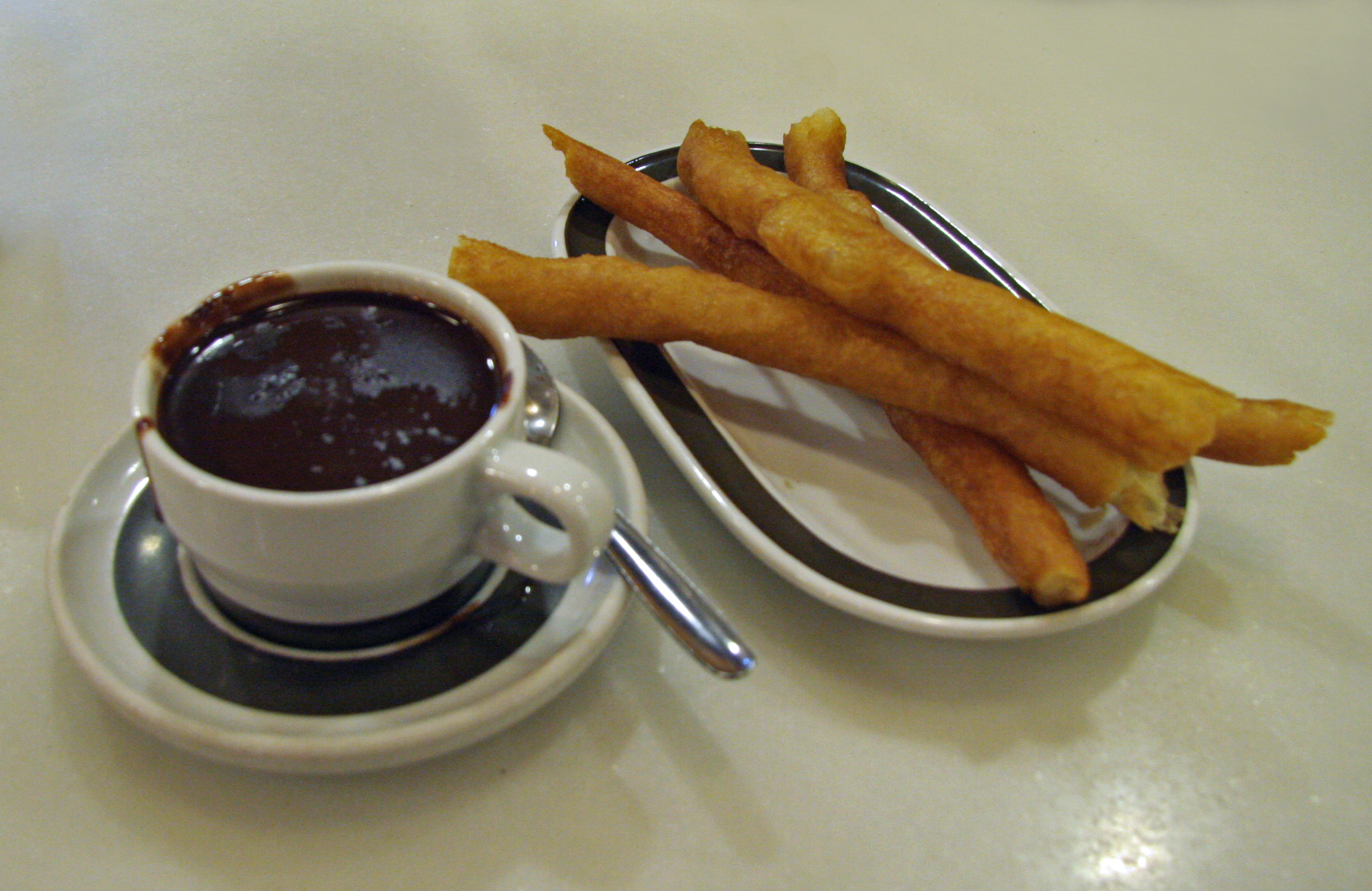
Churros en una cafetería

La venta de churros en ocasiones y en algunas zonas se concentra en temporadas o días muy concretos, fundamentalmente, domingos y festivos. Por ello, algunos churreros amplían el número de productos comercializados con otras elaboraciones fritas como patatas fritas, buñuelos o complementarios como snacks, frutos secos, etc.
Otra solución es contactar con otros establecimientos de los alrededores como bares y cafeterías y suministrárselos para que a su vez los ofrezcan a sus clientes. Además, como el churro es un producto que solo se sirve en el desayuno, la actividad productiva es poco agradecida ya que comienza muy pronto de madrugada, terminando a primera hora de la mañana.